# هشام بن عبد الله
هشام بن عبد الله بن مُحمَّد الخامس بن يوسف بن الحسن الأوَّل العلويُّ (19 شوَّال 1383 هـ / 4 مارس 1964 م) ، أميرٌ مغربي من الأسرة العلويَّة الحاكمة، وابن عم الملك الحالي مُحمَّد السَّادس، وهو الوريثُ الخامس في خط الخلافة على العرش المغربي. يُعرف اختصارًا باسم مولاي هشام أو الأمير هشام، على الرًّغم من تنازله عن الصفات والألقاب الملكيَّة، إلا أنه ما زال معرُوفًا بها.
الأمير هشام ناشط في الشؤون الاجتماعية، ولديه مقالات في العديد من الصحف حول القضايا السياسية، ويترأس «مؤسسة الأمير هشام» الناشطة في الحقل الاجتماعي لمنطقة شمال أفريقيا والشرق الأوسط، وهو من الشخصيات المغربية التي لها ظهور دوليٌّ، وتعدّه عدد من وسائل الإعلام من المطالبين بالإصلاح الديمقراطي.
أصدر كتابه المثير للجدل «الأمير المنبوذ» سنة 2014م، الذي يحكي فيه عن أبيه وعمه الملك الحسن الثاني وابن عمه محمد السادس. ترجم الكتاب للعربية سنة 2015م تحت عنوان «سيرة أمير مُبعد».

## نسبه
هو هشام بن عبدالله بن محمد الخامس بن يوسف بن الحسن الأول بن محمد الرَّابع بن عبد الرَّحمن بن هشام بن محمد الثَّالث بن عبد الله الخطيب بن إسماعيل بن الشريف بن علي بن محمد بن علي بن يوسف بن علي بن الحسن بن محمد بن الحسن الداخل (أول من قدم المغرب من مدينة ينبع) بن القاسم بن محمد بن أبي القاسم بن محمد بن الحسن بن عبد الله بن محمد بن عرفة بن الحسن بن أبي بكر بن علي بن الحسن بن أحمد بن إسماعيل بن القاسم بن محمد النفس الزكية بن عبد الله الكامل بن الحسن المثنى بن الحسن بن علي بن أبي طالب بن عبد المطلب.
أمه هي سيدة لُبنانية تُدعى لمياء بنت رياض الصُّلح، والذي كان أول رئيس وزراء للبنان بعد الاستقلال.

## نشأته
وُلِدَ الأمير هشام في العاصمة المغربيَّة الرُّباط، يوم الأربعاء في يوم 19 شوَّال سنة 1383 هـ / 4 مارس 1964 م، ونشأ كأمير علويٌّ من الأسرة الحاكمة في المملكة المغربيَّة. وهو حفيد مُحمَّد الخامس أول ملوك المملكة المغربيَّة بعد الاستقلال عن فرنسا. والده هو مولاي عبد الله، والذي شغل منصب المُمثل الشخصي للملك الحسن الثَّاني،

## تعليمه
درس الأمير هشام كسائر أفراد العائلة الملكيَّة في المدرسة المُولويَّة رُفقة أبناء عمه الملك الحسن الثَّاني، بمن فيهم وليُّ العهد الأمير مُحمَّد بن الحسن والذي يكبره عامًا واحدًا. لم يقض الأمير هشام مدة طويلة في المدرسة المُولويَّة، إذ غادرها نحو المدرسة الأمريكيَّة في الرُّباط، حيث كون صداقات مع أبناء الجاليات الأجنبية ومعظمهم من الدبلوماسيين غير الناطقين بالفرنسيَّة كما عبَّر. بعد حصوله على شهادة البكالوريا، توجه الأمير هشام إلى الولايات المُتَّحدة، وتابع دراسته الجامعيَّة في جامعة برينستون في ولاية نيوجيرسي.

## مُطالبته بالإصلاح
عُرف الأمير هشام بمطالبته بالإصلاح الديمُقراطي في المغرب، وبدعوته إلى تغيير تركيبة النظام الحالي من الملكية المُطلقة إلى الملكيَّة الدستُوريَّة، كما تنازل عن لقبه الرَّسمي «صاحب السُّمو الأمير مولاي هشام»، كما رفض تصنيفه ضمن خط ورثة العرش المغربي، مُفضلًا أن يكون مواطنًا عاديًا باسم هشام العلوي. يؤكد الأمير هشام أن النظام المغربي الحالي "مُنسد"، وأنه قد يفضي إلى انتفاضات عنيفة. لهُ علاقات مع شخصيَّات مغربيَّة مُعارضة، ومنهم كان مُحاميه الخاص عبد الرحيم برادة، والذي صرَّح بأن الأمير هشام يُفضل النظام الجُمهوري.
بين الأمير هشام أنه في قطيعة مع ابن عمِّه والملك مُحمَّد السَّادس، وأنه مُنع من دخول القصر الملكي بعد أن قال له عند اعتلائه للعرش غداة جنازة الملك الحسن الثَّاني سنة 1999 م من ضمن العديد من الآراء التي كانت تنصحه، قائلًا: «أن الضُّرورة، وعُنوان المرحلة هو إحداث قطيعة مع المخزن»، يقصد بالمخزن، النظام التقليدي السياسي في المغرب، لكونه أوصل البلاد إلى طريقٍ مسدود، كما بين لهُ صراحةً أن الثروة الملكيَّة يجب أن تعود إلى الأُمَّة. في حين كانت جميع الآراء حول الملك تنصحهُ بالتريُّث والتمهُّل والحفاظ على الأسلوب الحالي في البلاد، وأنه كان يهدف من خلال ذلك الرأي، تغيير النظام نحو الملكيَّة الدستُوريَّة. كما بيَّن أنه لم يرى الملك منذ تلك المُقابلة إلا مرتين، مرةً في زواج أخيه، والثانية في ميلاد ابنته، كما أن والدته تُميل إلى الملك، وتتحدث معهُ أحيانًا وكأنها تلومُه على مواقفه المُعارضة له. وذلك في حوارٍ أجراه مع قناة بي بي سي عربي في 15 يناير 2019 م.

## مؤلفاته
للأمير هشام عددًا من المقالات التي كتبها ونشرها، كما أصدر عدة كُتُب ومُؤلفات ومُحاضرات ومنها:
- قوس الأزمة بعد العراق، سنة 2007 م.
- سيرة أمير مُبعد، سنة 2015 م.

## وصلات خارجية
- مولاي هشام لكتابات المختارة
- مؤسسة مولاي هشام لأبحاث العلوم الاجتماعية حول شمال إفريقيا والشرق الأوسط